# Красный Яр (Абанский район)
Красный Яр — деревня в Абанском районе Красноярского края России. Входит в состав Устьянского сельсовета.

## География
Деревня находится в восточной части Красноярского края, к югу от реки Истра 1-я (бассейн реки Ангара), на расстоянии приблизительно 10 км (по прямой) к югу от посёлка Абан, административного центра района.

## Население
| 1989 | 2002 | 2010 |
| ---- | ---- | ---- |
| 213  | ↘13  | ↗141 |